# ۴-اتیل‌گوایاکول
۴-اتیل گوایاکول  (به انگلیسی: 4-Ethylguaiacol) یک ترکیب شیمیایی با شناسه پاب‌کم ۶۲۴۶۵ است. شکل ظاهری این ترکیب، مایع بی‌رنگ است.